# Stubbe – Von Fall zu Fall: Blutsbrüder
Blutsbrüder ist ein deutscher Fernsehfilm von Peter Kahane aus dem Jahr 2013. Es handelt sich um den siebenundvierzigsten Filmbeitrag der ZDF-Kriminalfilmreihe Stubbe – Von Fall zu Fall mit Wolfgang Stumph in der Titelrolle.

## Handlung
Mitten in einer kleinen Familienfeier im Hause Stubbe erhält Christianes Freund Helge einen Anruf. Unter dem Vorwand ein Kinderbett abholen zu können, verlässt er am Abend die traute Runde. Am nächsten Tag wird der Hostelbetreiber Till Wenzel in einem Park tot aufgefunden. Kommissar Stubbe und sein Kollege Zimmermann werden zum Tatort gerufen und ihre Kollegin Rosinsky setzt sie davon in Kenntnis, dass ein Zeuge einen olivgrünen älteren Mercedes-Benz gesehen hatte, in den zwei junge Männer eingestiegen seien. Stubbe und Zimmermann befragen als erstes Gerd Maurer, den Geschäftspartner des Opfers, ob der Täter möglicherweise unter ihren Hostelgästen zu suchen sein könnte. Da Wenzel auf dem Nachhauseweg meist die Tageseinnahmen dabei hatte, gehen die Ermittler von Raubmord aus. 
Seit Helge von seiner nächtlichen Tour zurückgekehrt ist, verhält er sich merkwürdig, was Christiane auffällt und sie misstrauisch wird. Als sie ihn zu Rede stellen will, offenbart er ihr, dass sein Bruder Nico den Mord beobachtet hat und aufgrund seiner Vorgeschichte unmöglich bei der Polizei auftauchen könne. Er wäre vorbestraft und man würde ihn unweigerlich für den Mörder halten. Da Nico suizidgefährdet ist, befürchtet Helge, dass er eine Untersuchungshaft nicht überleben würde. Darum will er versuchen den Täter selber zu finden und Nico zu entlasten. Doch dazu kommt es nicht, weil Helge eine Vorladung bekommt, da sein Auto am Tatort gesehen wurde. Erschwerend kommt hinzu, dass im Wagen verwischte Blutspuren gefunden werden. Daraufhin wird Helge in Untersuchungshaft gebracht und Wilfried Stubbe von dem Fall abgezogen. Da Christiane davon überzeugt ist, dass auch ihr Vater in Helge nur den Schuldigen sieht, versucht sie allein den Täter zu finden. Zunächst versorgt sie an Helges Stelle seinen Bruder Nico, der sich weiter versteckt hält. Von ihm erfährt sie, dass er zwei Männer im Park gesehen hätte, die sich zunächst stritten und dann hätte der eine auf den anderen eingestochen. Da ihn der Täter gesehen hätte, wäre er ins Gebüsch geflüchtet und hätte dann Helge angerufen. Nachdem Helge kam, hätten sie nach dem Opfer gesehen und dessen Handy mitgenommen. Später findet Christiane aber heraus, dass Nico den Toten beraubt hatte.
Zwischen Christiane und ihrem Vater bestehen noch immer Spannungen. Deshalb packt Chrissi ihre Sachen und überlässt ihrem Vater das Handy des Opfers mit dem Hinweis, dass fast alle gewählten Nummern nach Osteuropa führen und eine hier zu einer Hamburger Autowerkstatt. Er solle nun weiter machen und vielleicht an Autoschieberei denken. Sie selber logiert sich ohne Wissen ihres Vaters in Gerd Maurers Hostel ein. Dort sucht sie nachts heimlich im Büro nach Indizien und wird beinahe von Maurer ertappt. Ihrem Vater schickt sie eine Nachricht mit einem Hinweis zu möglicherweise frisch gestohlenen Autos. Nachdem Stubbe das überprüft hat, ist auch er davon überzeugt, dass das Hostel nur eine Alibifirma ist und Maurer und Wenzel mit illegalem Autohandel nach Osteuropa reich geworden sind. Stubbe weiht Zimmermann in seine privaten Ermittlungsergebnisse ein, wonach Maurer am Ende das größte Tatmotiv haben dürfte. Christiane folgt Maurer  heimlich und stößt so auf eine Lagerhalle voller Ersatzteile inklusive der zerlegten gestohlenen Autos.
Nico wird derweil von Maurer entdeckt, was auch Christiane mitbekommt und so schnell ihren Vater alarmieren kann. Ehe die Polizei eintrifft, hat Christiane Maurer bereits niedergeschlagen.  Zwischen Maurer und Wenzel war es in letzter Zeit immer öfter zum Streit um die Einnahmen gekommen, was dann im Park eskaliert war.

## Hintergrund
Der Film wurde vom 28. August bis zum 27. September 2012 unter dem Arbeitstitel Nico in Hamburg und Umgebung gedreht.

## Rezeption

### Einschaltquote
Die Erstausstrahlung von Blutsbrüder am 12. Januar 2013 im ZDF erreichte 7,59 Millionen Zuschauer und einen Marktanteil von 22,8 Prozent.

### Kritik
Thomas Gehringer meinte bei tittelbach.tv: „Peter Kahane, Autor-Regisseur zahlreicher ‚Stubbe‘-Filme, spitzt diese Folge schnell zu einer familiären Zerreißprobe zu. ‚Blutsbrüder‘ ist mehr als nur ein konventioneller ‚Whodunit‘, sondern auch eine psychologisch weitgehend überzeugende ‚Familienaufstellung‘. Ab und an [zwar auch] mit Schwächen,“ aber insgesamt werde „Geschickt […] die Spannung hoch gehalten.“ „Kahane treibt diese Familien-Krimi-Reihe mit einer neuen Tiefe und Ernsthaftigkeit voran, auch Kamera und Bildsprache werden moderner, schneller, variantenreicher. Die alte Betulichkeit lebt allenfalls auf dem Kommissariat und in den Dialogen mit Kollege Zimmermann auf.“
Für die Kritiker der Fernsehzeitschrift TV Spielfilm bringt Blutsbrüder „einen Hauch Thrillerspannung[, u]nd den bewährten menschlichen Ermittlertyp, den die Fans so lieb gewonnen haben“. Für sie ist der Teil ein „Stubbiger Familienkrimi in Samstagsqualität“. Sie vergaben die bestmögliche Wertung (Daumen nach oben).